# 小川三夫
小川 三夫（おがわ みつお、1947年 - ）は、日本の宮大工、寺社建築専門の建設会社「鵤工舎」の創設者。宮大工西岡常一の唯一の内弟子。

## 来歴
栃木県矢板市出身。
高校の修学旅行で法隆寺五重塔を見たことがきっかけとなり、卒業後法隆寺宮大工の西岡常一の門を叩くが断られる。
仏壇屋などで修行をした後に、22歳で西岡棟梁の唯一の内弟子となる。生前西岡は小川を評して「たった一人の弟子であるけれども、私の魂を受け継いでくれてると思います。」と述べている。法輪寺三重塔、薬師寺金堂、薬師寺西塔（三重塔）の再建に副棟梁として活躍。
1997年徒弟制を基礎とした寺社建築専門の建設会社「鵤工舎」を設立。
弟子の育成とともに、国土安穏寺、国泰寺_(高岡市)ほか全国各地の寺院の改修、再建、新築等にあたる。

## 著書
- 『木のいのち木のこころ（天）（共著・西岡常一、塩野米松）（草思社）
- 『木のいのち木のこころ（地）（共著・西岡常一、塩野米松）（草思社）
- 『木のいのち木のこころ（人）（共著・西岡常一、塩野米松）（草思社）
- 『不揃いの木を組む』（草思社）
- 『棟梁　〜技を伝え、人を育てる〜』（文藝春秋）